# Astrabe
Astrabe – rodzaj ryb z rodziny babkowatych.

## Klasyfikacja
Gatunki zaliczane do tego rodzaju:
- Astrabe fasciata
- Astrabe flavimaculata
- Astrabe lactisella